# هوغو إبارا
هوغو ايبارا (بالإسبانية: Hugo Ibarra) (1 أبريل 1974 الأرجنتين - ) هو لاعب كرة قدم أرجنتيني، يلعب كمدافع.

## روابط خارجية
- هذه المقالة غير مرتبط بويكي بيانات